# Bob Duffy (baloncestista de 1940)
Robert Joseph «Bob» Duffy (Cold Spring, Nueva York, 26 de septiembre de 1940) es un exjugador y entrenador de baloncesto estadounidense que jugó durante tres temporadas en la NBA. Con 1,90 metros de estatura, lo hacía en la posición de base.

## Trayectoria deportiva

### Universidad
Jugó durante tres temporadas con los Red Raiders de la Universidad Colgate, en las que promedió 22,8 puntos y 5,2 rebotes por partido. Dejó la universidad con el récord de anotación de la misma, con 1.591 puntos, que tardaría en batirse 19 años. Batió varios récords más, como de anotación en una temporada, en un partido y mejor media de anotación, entre otros.

### Profesional
Fue elegido en la duodécima posición del Draft de la NBA de 1962 por St. Louis Hawks, En su primera temporada fue uno de los últimos hombres del banquillo para su entrenador, Harry Gallatin, siendo alineado únicamente en 42 partidos, en los que promedió 3,7 puntos y 2,0 asistencias.
Nada más comenzar la temporada 1963-64 fue traspasado a New York Knicks, donde tras jugar solo 4 partidos se vio envuelto en un intercambio de jugadores a tres bandas en el cual sería traspasado a Detroit Pistons junto con Donnie Butcher, recibiendo los Knicks a Johnny Egan y también al jugador de Cincinnati Royals Bob Boozer, mientras que estos últimos se hacían con Larry Staverman de los Pistons. En su nuevo equipo tuvo algo más de minutos de juego que el año anterior, acabando la temporada con 5,1 puntos y 1,8 asistencias por partido.
Cuando solo se llevaban cuatro partidos de la temporada 1964-65 fue despedido, retirándose definitivamente del baloncesto en activo.

### Entrenador
Nada más retirarse regresó a su alma mater para hacerse cargo de los Raiders como entrenador, puesto que ocupó durante tres temporadas, en las que consiguió 25 victorias y 43 derrotas.

## Estadísticas de su carrera en la NBA

### Temporada regular
| Año     | Equipo    | PJ | MPP  | TC%  | TL%  | RPP | APP | PPP |
| ------- | --------- | -- | ---- | ---- | ---- | --- | --- | --- |
| 1962-63 | St. Louis | 42 | 10.4 | .379 | .564 | .9  | 2.0 | 3.7 |
| 1963-64 | St. Louis | 2  | 3.0  | .333 | .000 | .5  | .0  | 1.0 |
| 1963-64 | New York  | 4  | 12.5 | .263 | .750 | 1.5 | 1.3 | 4.0 |
| 1963-64 | Detroit   | 42 | 14.4 | .425 | .679 | 1.3 | 1.8 | 5.1 |
| 1964-65 | Detroit   | 4  | 6.5  | .364 | .857 | 1.0 | 1.3 | 3.5 |
| total   | total     | 94 | 11.9 | .396 | .649 | 1.1 | 1.8 | 4.3 |

### Playoffs
| Año   | Equipo    | PJ | MPP | TC%  | TL%   | RPP | APP | PPP |
| ----- | --------- | -- | --- | ---- | ----- | --- | --- | --- |
| 1963  | St. Louis | 5  | 4.8 | .400 | 1.000 | .6  | .6  | 2.8 |
| Total | Total     | 5  | 4.8 | .400 | 1.000 | .6  | .6  | 2.8 |